# Bogusław Łubieński (1666–1740)
Bogusław Łubieński herbu Pomian (ur. ok. 1666, zm. 3 sierpnia 1739 w Krakowie) – kasztelan sandomierski w 1728 roku, generał major wojsk koronnych.

## Biografia
W młodym wieku wstąpił do armii francuskiej, gdzie w służbie królowi Ludwikowi XIV otrzymał stopień majora muszkieterów. Był także dowódcą oddziału pancernego w armii elektora bawarskiego Maksymiliana Emanuela. W służbie saskiej został generałem-majorem, dowódcą wojsk koronnych i dowódcą pułku dragonów polskich. Został także podstolim koronnym.
W 1715 roku otrzymał od Stanisława Morskiego (męża swojej siostry) Zamek w Ojcowie. Od 1721 roku był starostą ojcowskim. W 1728 roku był kasztelanem sandomierskim, a tym samym także senatorem. Był także starostą jadownickim. W 1730 roku został odznaczony Orderem Orła Białego.

## Życie prywatne
Był żonaty z Teresą Bielińską, marszałkówną wielką koronną.